# Manchon anti-arcure

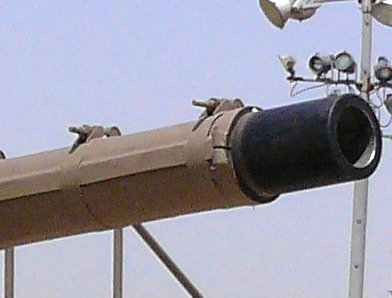
Manchon thermique fixé sur le canon de calibre 120 mm d'un char Merkava Mark 4.

Le manchon anti-arcure est un dispositif installé autour des canons de gros calibre, principalement sur les canons de chars de combat modernes. Il est principalement utilisé pour éviter que le canon ne se déforme à cause des contraintes thermiques dues à l'environnement, en particulier quand le canon est déjà chaud à cause d'une cadence de tir élevée.

## Description et historique

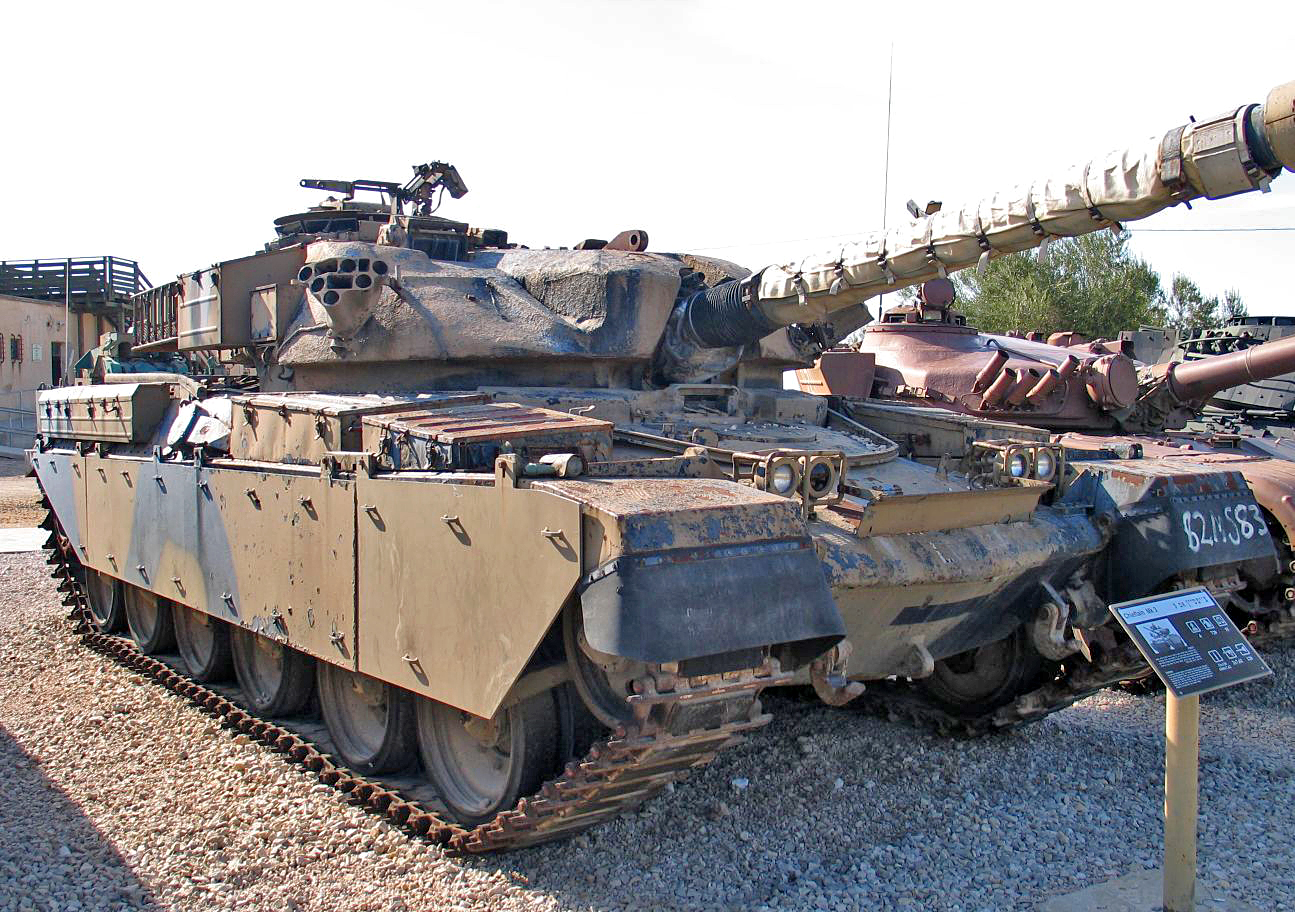
Manchon thermique enroulé autour du canon d'un char Chieftain.

Les manchons anti-arcure étaient à l'origine de simples isolants. Ils devaient empêcher que les conditions ambiantes, telles que la lumière du soleil ou le vent, ne réchauffent ou ne refroidissent un côté du canon plus que l'autre, entraînant des déformations et réduisant ainsi la précision des tirs. Les versions plus modernes sont composées d'isolants interne et externe espacés l'un de l'autre. Des versions détachables ont aussi été créées, pour être réutilisables en cas de remplacement du canon.
D'autres améliorations sont possibles, telles que des versions dotées de profils externes réduisant la signature thermique ou radar, ce qui rend les chars plus difficiles à détecter.
L'un des premiers canons à utiliser un manchon anti-arcure était le Royal Ordnance L11 équipant les chars britanniques Chieftain.